# Przewężenie Ranviera

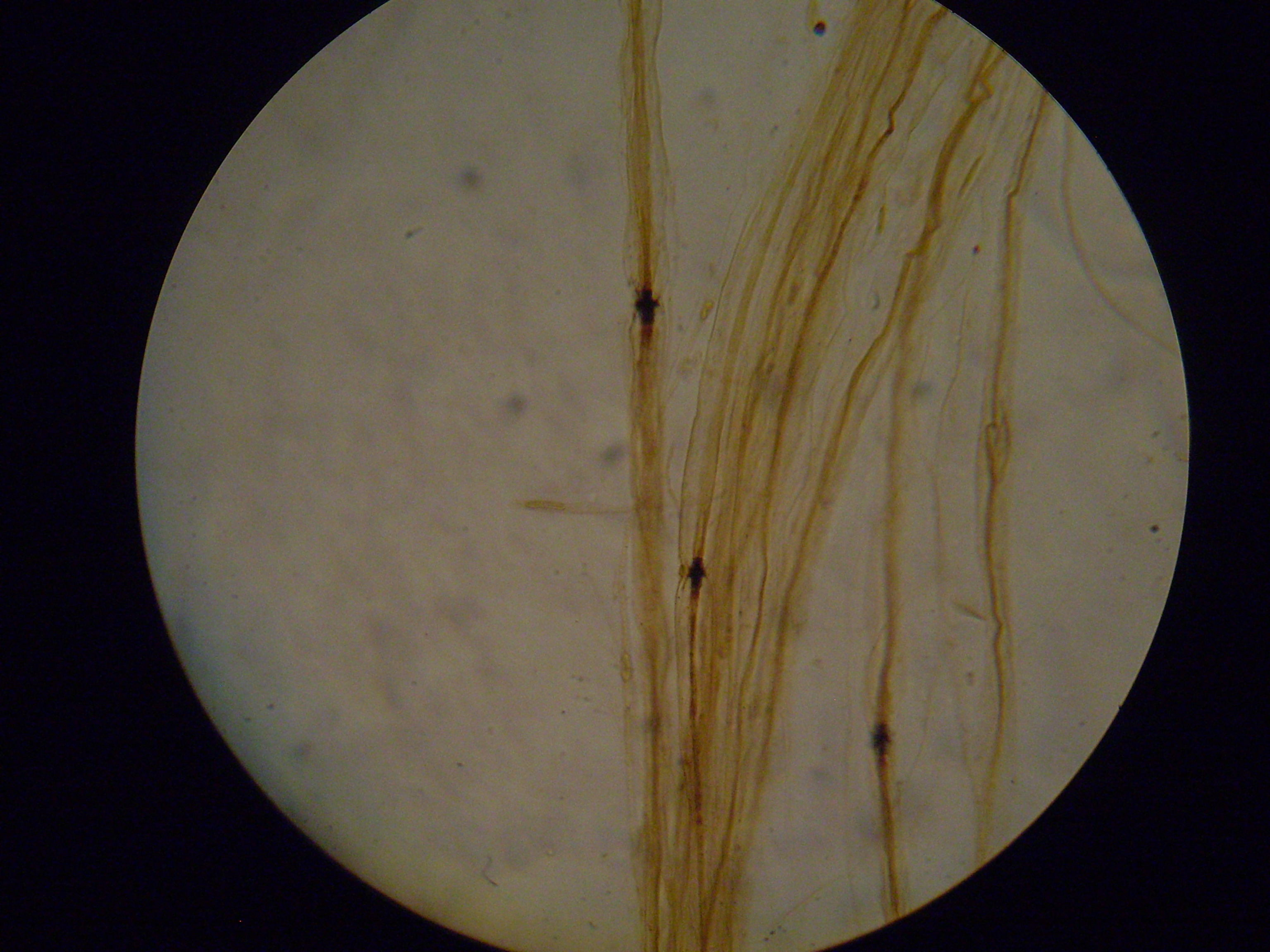
Przewężenie Ranviera; wybarwione na czarno

Przewężenie Ranviera (cieśń węzła, węzeł Ranviera) – przerwy, które występują między komórkami osłonki mielinowej. W przewężeniu zostaje wzmocniony impuls sygnału nerwowego. Osłonka mielinowa wymusza przepływ impulsów od przewężenia do przewężenia, pełniąc funkcję elektrycznej izolacji przyspieszającej sygnał elektryczny.
W tych przewężeniach błona komórkowa aksonu (zawierająca gęsto rozmieszczone kanały jonowe) nie jest osłonięta mieliną, a więc kontaktuje się z płynem pozakomórkowym. Dzięki temu prąd przenosi się skokowo od węzła zdepolaryzowanego do węzła będącego w spoczynku – impulsy nerwowe skaczą. Przewodzenie skokowe (saltacyjne – łac. saltare) jest znacznie szybsze niż przewodzenie ciągłe we włóknach niezmielinizowanych. Potencjał czynnościowy sięga do 140 mV. Przewężenia mają długość rzędu 1 μm i poprzedzielane są mniej więcej regularnie odcinkiem zmielinizowanym o długości 50 μm–1 mm.
Gradient potencjału w przewężeniu jest znacznie większy niż w zmielinizowanym odcinku aksonu.